# Walter Wallenborg
Walter Wallenborg (19 agosto 1908 – 24 novembre 1984) è stato un calciatore norvegese, di ruolo attaccante.

## Carriera

### Club
Wallenborg vestì la maglia del Moss.

### Nazionale
Disputò 2 partite per la Norvegia. La prima di queste fu datata 21 giugno 1931, quando fu in campo nel pareggio per 2-2 contro la Germania.